# Daniel Curie
Pour les articles homonymes, voir Curie.
Pour les autres membres de la famille, voir Famille Curie.
Daniel Curie est un physicien français né le 27 juillet 1927 à Paris 12e et mort le 21 mai 2000 à Antony.

## Biographie
Daniel est le fils de Maurice Curie, le petit-fils de Jacques Curie et le petit-neveu de Pierre Curie.
Il était professeur à la Faculté des sciences de Paris.
Il est l'auteur de travaux sur la luminescence cristalline, en collaboration avec son père. Les résultats de ces travaux sont regroupés dans un ouvrage, Questions actuelles en luminescence cristalline, paru en 1956.
Il est aussi l'auteur de Les défauts dans les cristaux ioniques luminescents, publié dans le Journal de physique en 1963, ainsi que d'un ouvrage intitulé Champ cristallin et luminescence, publié chez Gauthier-Villars en 1968, dans lequel il met en évidence les applications de la théorie des groupes à la luminescence cristalline.
Il a dirigé notamment deux thèses de sciences physiques à l'Université Pierre-et-Marie-Curie, celle de Chantal Andraud Chevalier, soutenue en 1987, et celle de Daniel Boulanger, soutenue en 1988.   
Daniel Curie était l'époux de Germaine Buchader (1918-2011). Elle a fait don de la collection de minéraux de son mari à l'université Pierre-et-Marie-Curie à la disparition de ce dernier.

## Publications
- Essais d'utilisation de la mécanique ondulatoire en phosphorescence, Journal de physique, 1951.
- Sur le mécanisme de l'électroluminescence. I. Considérations théoriques, Journal de physique, 1953.
- Sur le mécanisme de l'électroluminescence, - II. Applications aux faits expérimentaux, Journal de physique, 1953[6].
- Mouvement des électrons de conductibilité en luminescence cristalline, Journal de physique et le Radium, 1955[7].
- Questions actuelles en luminescence cristalline, avec Maurice Curie, Paris, Éditions de la Revue d'optique théorique et instrumentale, 86 pages, 1956.
- Les défauts dans les cristaux ioniques luminescents, Journal de physique, 1963.
- Champ cristallin et luminescence: applications de la théorie des groupes à la luminescence cristalline, Gauthier-Villars, 1968, 362 pages[8].